# أليكس سمارت
أليكس سمارت هو لاعب هوكي الجليد كندي، ولد في 25 مايو 1918 في براندون في كندا، وتوفي في 18 أبريل 2005.

## وصلات خارجية
- أليكس سمارت على موقع دوري الهوكي الوطني (الإنجليزية)
- أليكس سمارت على موقع قاعة مشاهير الهوكي (لاعب أن.إتش.أل) (الإنجليزية)
- أليكس سمارت على موقع EliteProspects.com (الإنجليزية)
- أليكس سمارت على موقع HockeyDB.com (الإنجليزية)
- أليكس سمارت على موقع Hockey-Reference.com (الإنجليزية)